# Anthomastus globosus
Anthomastus globosus is een zachte koraalsoort uit de familie Alcyoniidae. De koraalsoort komt uit het geslacht Anthomastus. Anthomastus globosus werd in 1992 voor het eerst wetenschappelijk beschreven door d'Hondt. 